# Gerbillus floweri
Gerbillus floweri је врста глодара из породице мишева.

## Распрострањење
Врста је присутна у Египту на Синају, а повремено у Израелу и Палестини.

## Станиште
Станишта врсте су екосистеми ниских трава и шумски екосистеми и пустиње.

## Угроженост
Ова врста није угрожена, и наведена је као последња брига јер има широко распрострањење.